# Morosaglia
Morosaglia es una comuna y población de Francia, en la región de Córcega, departamento de Alta Córcega. Es la cabecera y mayor población del cantón de Castifao-Morosaglia.
Su población en el censo de 1999 era de 1.008 habitantes.

## Demografía
| 550 | 694 | 750 | 854 | 883 | 1008 |
| Para los censos de 1962 a 1999 la población legal corresponde a la población sin duplicidades (Fuente: INSEE [Consultar]) |     |     |     |     |      |

- Datos: Q270675
- Multimedia: Morosaglia / Q270675

1. ↑  Worldpostalcodes.org, código postal n.º 20218.
2. ↑  INSEE, Datos de población para el año 2012 de Morosaglia (en francés).